# Inn
Inn (rætoromansk En) er en flod i Alperne som løber nordøstover gennem Schweiz, Østrig og Tyskland.
Inn er en vigtig biflod til Donau, som den løber ud i ved Passau.
Inn har sit udspring i 2484 meters i Lunghinsøen ved Malojapasset i Graubünden (Schweiz).
I Øvre Engadin passerer den flere søer (Silsersøen, Silvaplanersøen og St. Moritzsøen) og byen St. Moritz.
I Nedre Engadin bliver terrænet stejlere, og Inn passerer flere kløfter.
Det snævreste af dem, ved Finstermünz, er stedet hvor Inn krydser grænsen mellem Graubünden og Tyrol.
I dette område er der dele af Inns afvandingsområde der ligger i Italien.
Dette gælder frem for alt for den italienske kommune Livigno, som geografisk set er en sidedal til Engadin.
Floden Spöl i denne dal er altså en biflod til Inn.
Inns løb i Tyrol kaldes kort og godt Inndalen (Inntal).
I midten af Inndalen ligger Innsbruck, den største by som Inn passerer.
(Byens navn betyder for øvrig «broen over Inn».)
Inndalen deles ind i Øvre Inndal (Oberinntal) vest for Innsbruck og Nedre Inntal (Unterinntal) øst for Innsbruck.
I den Øvre Inndal passeres byerne Landeck og Telfs, i den nedre Hall, Schwaz, Jenbach, Rattenberg, Wörgl og Kufstein.
Undervejs modtager Inn mange bifloder fra syd, som medfører smeltevand fra isbræerne ved Alpernes hovedkæde.
Fra nord er der færre og mindre bifloder.
Tre kilometer nord for Kufstein bliver Inn grænseflod mellem Bayern (Tyskland) og Tyrol, før den forlader Tyrol helt.
Floden løber i en stor 90°-bue gennem det sydøstlige Bayern, før den igen bliver til grænseflod mellem Bayern og Østrig, denne gang ved delstaten Oberösterreich.
På sin vej gennem Bayern passerer Inn byerne Rosenheim, Wasserburg, Mühldorf og Neuötting.
Blandt bifloderne på denne strækning er Mangfall (fra Tegernsee) og Alz (fra Chiemsee).
Hvor Inn igen når grænsen til  Østrig forenes den med floden Salzach.
På den resterende strækning, som afgrænser det østrigske landskab Innviertel passerer Inn de østrigsske byer Braunau og Schärding.
I Passau, i 291 meters højde, møder Inn de to andre floder Donau og Ilz.
Selv om Inn i gennemsnitlig vandmængde  (730 m³/s) er den største af de tre floder fortsætter den herfra som Donau.
Grunden til dette er at Donau er mere end hundrede kilometer længere, men også at den fører mere vand de fleste af årets måneder.
Når Inn alligevel har mere vand i løbet af et helt år, skyldes det dens variable vandføring på grund af smeltningen fra bræerne  i Alperne.
Vandet fra de tre floder har tydelig forskellig farve.
Selv flere kilometer nedstrøms fra Passau kan man se forskel på det grønne, blå og sorte vand fra henholdsvis Inn (smeltevand), Donau og Ilz (mosevand).
46°24′50″N 9°40′00″Ø / 46.4139°N 9.6667°Ø